# Karnataka
Karnataka là một tiểu bang miền tây nam Ấn Độ, được thành lập ngày 1 tháng 11 năm 1956, với sự thông qua đạo luật tái tổ chức bang. Ban đầu có tên Bang Mysore, nó được đặt lại tên là Karnataka năm 1973. Thủ phủ và thành phố lớn nhất là Bangalore (Bengaluru). Karnataka tiếp giáp với biển Ả Rập và biển Laccadive về phía tây, Goa về phía tây bắc, Maharashtra về phía bắc, Telangana về phía đông bắc, Andhra Pradesh về phía đông, Tamil Nadu về phía đông nam, và Kerala về phía tây nam. Bang này có diện tích 191.976 kilômét vuông (74.122 dặm vuông Anh), tương đương 5,83% tổng diện tích Ấn Độ. Đây là bang lớn thứ bảy về diện tích của Ấn Độ. Với dân số 61.130.704 theo thống kê 2011, Karnataka là bang đông dân thứ tám. Tiếng Kannada, một trong những ngôn ngữ cổ điển, là ngôn ngữ thường dùng và là ngôn ngữ chính thức của bang.
Hai hệ thống sông chính ở Karnataka là Krishna (cùng các phụ lưu, gồm Bhima, Ghataprabha, Vedavathi, Malaprabha, và Tungabhadra) ở mạn bắc, và Kaveri (cùng các phụ lưu, gồm Hemavati, Shimsha, Arkavati, Lakshmana Thirtha và Kabini) ở mạn nam. Đa số các con sông chảy về hướng đông, ra khỏi biên giới Karnataka rồi đổ vào vịnh Bengal.
Dù nhiều đề xuất đã được đưa ra để lý giải nguồn gốc của cái tên Karnataka, khả năng thường được chấp nhận nhất là Karnataka bắt nguồn từ các từ karu và nādu tiếng Kannada, nghĩa là "vùng đất [được] nâng cao". Karu cũng được diễn dịch nghĩa là "đen", và nadu, nghĩa là "vùng đất", chỉ loại đất vertisol tại vùng Bayalu Seeme của bang. Người Anh dùng từ Carnatic, đôi khi Karnatak, để mô tả vùng phía nam của Krishna.
Với những di sản có niên đại từ thời kỳ đồ đá cũ, Karnataka từng là lãnh thổ của một số đế quốc hùng mạnh nhất của Ấn Độ cổ đại và trung đại. Karnataka đã đóng góp đáng kể cho cả hai loại hình âm nhạc cổ điển Ấn Độ, Carnatic và Hindustan.